# 一物一価 (パチンコ)
パチンコ業界における一物一価（いちぶついっか）とは、「あるパチンコ店において、パチンコ・パチスロの種別や球・メダルの貸出金額を問わず、球・メダルと景品の交換率は1種類しか認められない」とする原則のこと。

## 概要
法令上は風俗営業等の規制及び業務の適正化等に関する法律（風適法）第19条（遊技料金等の規制）並びに同法施行規則第36条を根拠とする。同施行規則第36条は遊技球等の貸玉・貸メダルの料金の上限を定め、かつ同条第2項1号イにて、遊技の結果として払い出された球・メダルと景品との交換は、『当該遊技の結果として表示された遊技球等の数量に対応する金額と等価の物品』を求めていることが根拠となっている。
かつてはほとんどのパチンコ店において、パチンコとパチスロで交換率が異なることや、パチンコでも通常の4円パチンコと低玉貸（1円パチンコ等）の場合で交換率が異なることが一般的だった。これは特にパチンコにおいて、等価営業（ここではパチンコ球の貸出時のレートと景品交換率が同じ（つまり4円パチンコなら景品交換率も4円/玉となる）であることを指す）を行ってしまうと釘調整が厳しくなり、客が離れてしまうことが多いため、パチンコの交換率を下げ出玉を出しやすくするために行われていた。しかしこの結果、同じ店舗において同じ景品を獲得するのに必要な球・メダル数が遊技した台によって異なる状況が発生し、場合によっては公正取引委員会が禁止する差別対価（不公正な取引方法の一つ）に該当する恐れが生じていた。
そこで2012年に入り、警察庁生活安全局保安課がこの問題に対して厳しい態度を示すようになり、パチンコ店に対して一物一価の徹底を求めるようになった。風営法上パチンココーナーとパチスロコーナーを別店舗扱いとして営業許可を受けている店舗においても、実態として同一店舗として営業していると認められる場合は景品交換率を統一しなければならないとしている。パチンコとパチスロで使用する特殊景品を別々のものにすることで景品交換率を変える方法（いわゆる「二物二価」）も認められない。さらに警察庁では、単に景品交換率を店舗内で統一するのみならず、景品として提供される商品が市場価格相当で提供されることも併せて求めている。
ただパチンコ業界の関係者からは「各店舗毎の営業方針のフリーハンドを奪うもの」として、警察庁の指導に反発する動きも根強い。実際警察庁が同方針を打ち出して2年以上経過する2014年現在になっても、一物一価を守らずに営業を行う地域が少なくない。また一物一価の遵守を目指して都道府県単位で景品交換率の統一を図ろうとしたところ、今度は私的独占の禁止及び公正取引の確保に関する法律（独占禁止法）で禁じられているカルテルに当たるとして公正取引委員会の指導が入ったケースもあり、完全な一物一価の実現にはなお紆余曲折が見込まれている。
パチンコとパチスロとは違う種類の遊技だという認識も根強くあり、「一物一価」の回避のためあえて「二物二価」とするパチンコ・パチスロホールもある。例としては大阪府下の一部パチンコ店では、2020年11月よりパチンコとパチスロで別々の特殊景品を用意し、それぞれ別々の交換比率を設定できるシステムを導入した。